# Zweiseithof Altzitzschewig 7 (Radebeul)
Der Zweiseithof Altzitzschewig 7 liegt am Anger Altzitzschewig des Stadtteils Zitzschewig der sächsischen Stadt Radebeul.

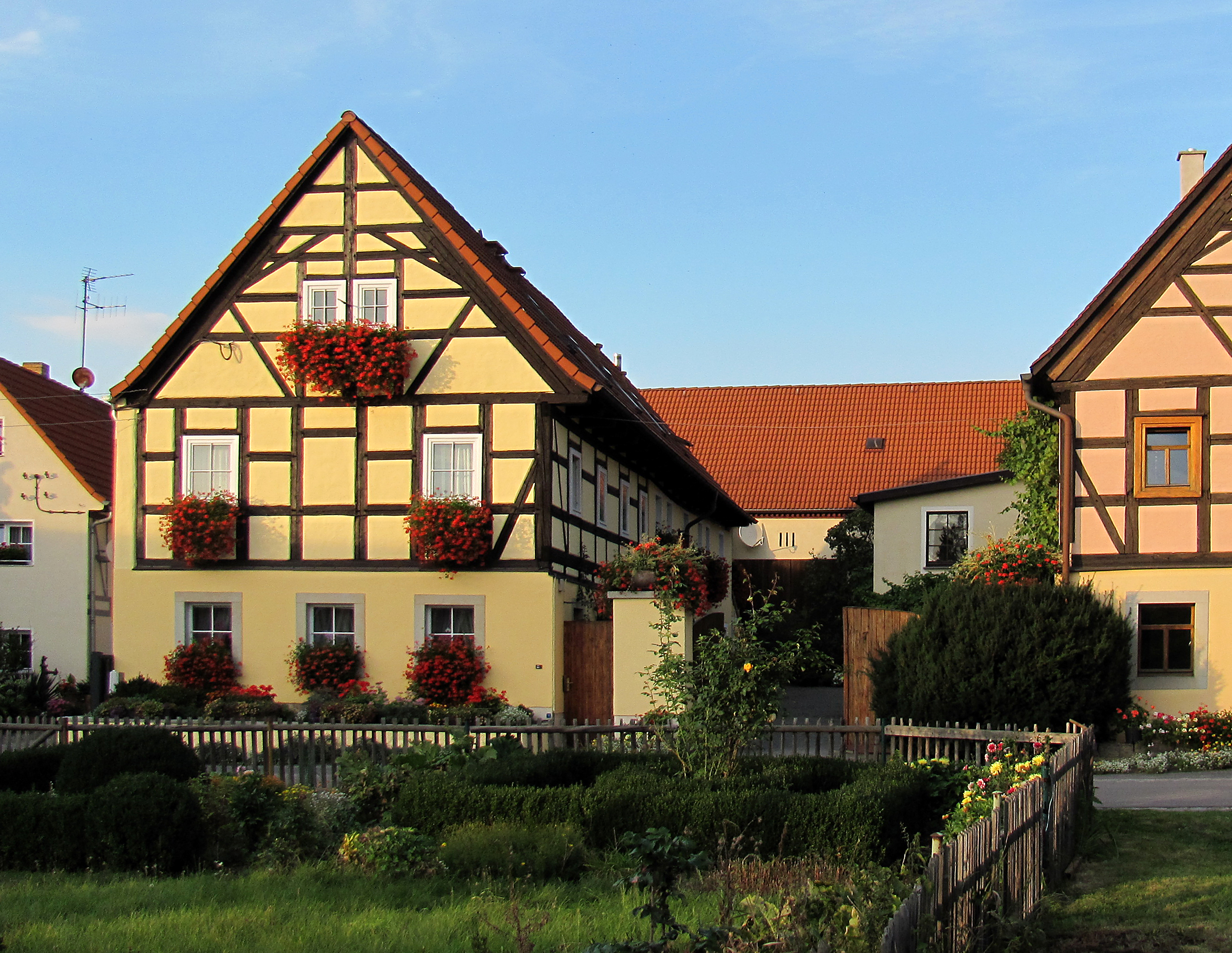
Zweiseithof Altzitzschewig 7

## Beschreibung
Das links stehende ehemalige Wohnstallhaus ist mitsamt der dahinterliegenden Scheune denkmalgeschützt. Das zweigeschossige Wohnstallhaus steht ebenso wie seine Nachbarhäuser giebelständig zur Straße, links seitlich an der Grundstücksgrenze eines schmalen, langen Grundstücks. Das ziegelgedeckte Satteldach bedeckt ein Obergeschoss mit Fachwerk  auf der Giebelseite und zum Hof hin; das massive Erdgeschoss ist verputzt.
Dahinter steht quer über die ganze Breite des Bauernguts eine nach einem Brand neu errichtete Scheune mit Satteldach und stichbogiger Durchfahrt. Die Scheune wurde zusammen mit der der rechten Nachbarn nach einem Brand neu errichtet.
Vorne zur Straße ist der Zweiseithof mit einer Toranlage aus gedrungenen kräftigen Pfeilern abgeschlossen, dazwischen befindet sich ein hölzernes Tor. Auf den Pfeilern liegen mit Vasen bekrönte Deckplatten.

## Geschichte

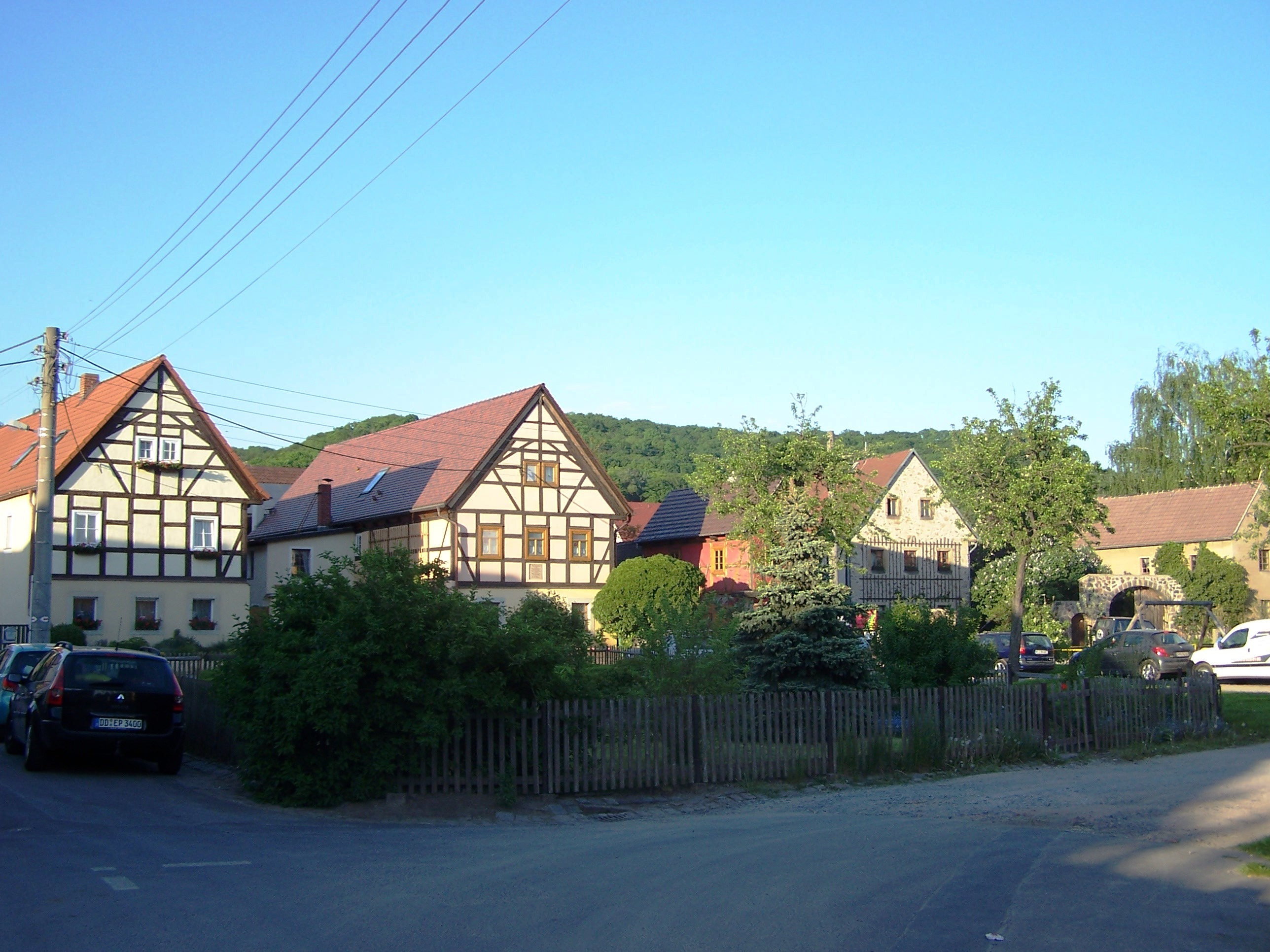
Altzitzschewig 7, dann 8 (von links)

Das heutige Wohnhaus wurde Anfang des 19. Jahrhunderts errichtet. Im November 1890 brannte die damalige Scheune ab und wurde im Folgemonat in der Bauflucht mit der Nachbarscheune (Nr. 8) neu errichtet.  Entwurf und Bau erfolgten durch die Unternehmung F. A. Bernhard Große; die Scheune ähnelt sehr den zur gleichen Zeit von Moritz Große in Naundorf wiedererrichteten Scheunen (Altnaundorf 6 und der Nachbargrundstücke).
Die Bauherrschaft wurde für die Sanierung  der Anwesen Altzitzschewig 7/8 anlässlich des Radebeuler Bauherrenpreises 2001 mit einer Anerkennung in der Kategorie Denkmalsanierung ausgezeichnet.